# ميرابيل (كيبك)
ميرابيل، كيبك (بالإنجليزية: Mirabel)‏ هي مدينة كندية تقع في مقاطعة كيبك. تبلغ مساحة هذه المدينة 485.5081 (كم²)، ويبلغ عدد سكانها 34626 نسمة حسب إحصاء سنة 2006 م، بينما كان يسكنها 27315 نسمة في سنة 2001 م. تحتل هذه المدينة المرتبة رقم 118 بين مدن كندا حسب عدد السكان والمرتبة رقم 28 في المقاطعة. النمو سكاني في هذه المدينة يقدر بـ(26.8).

## معرض صور

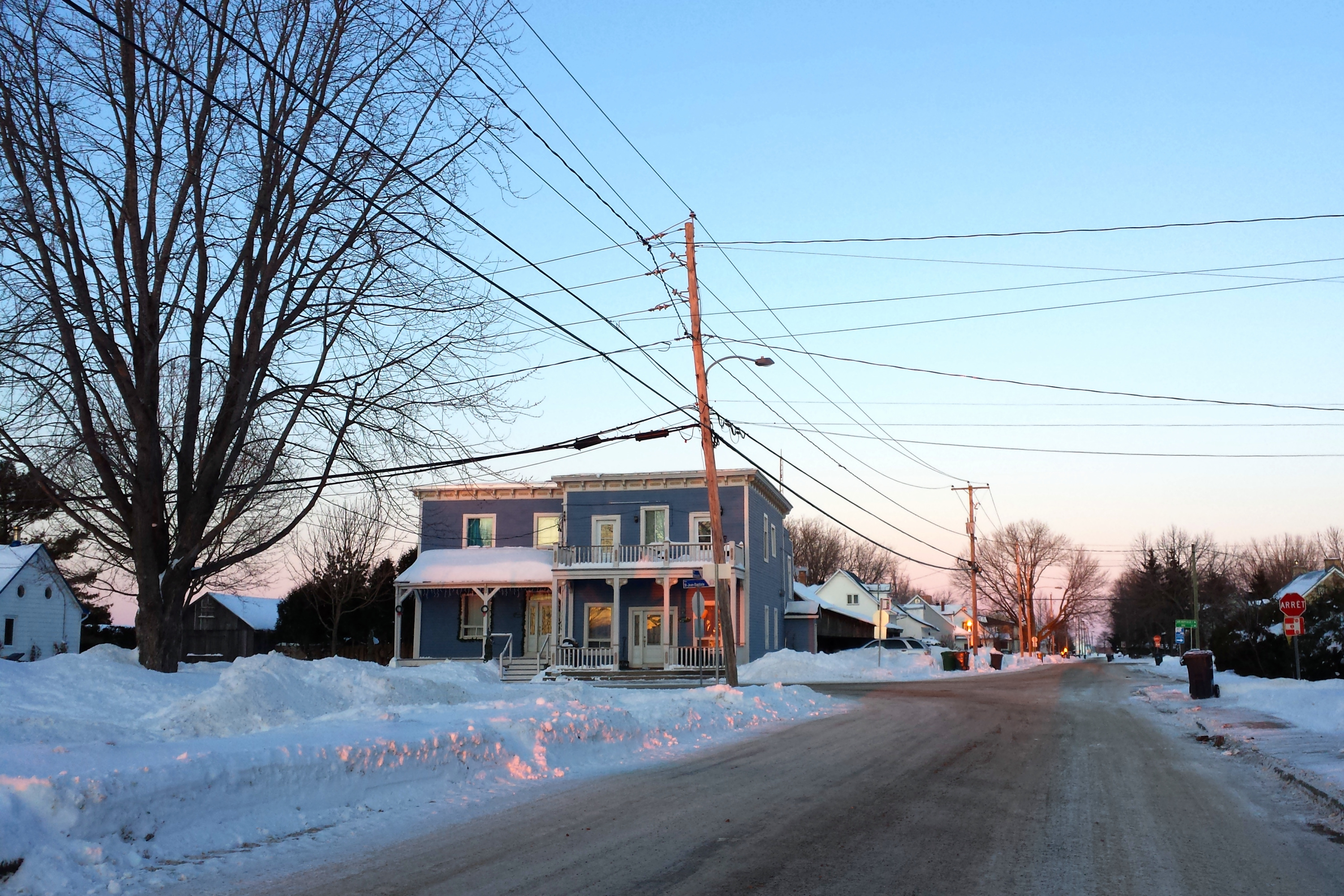
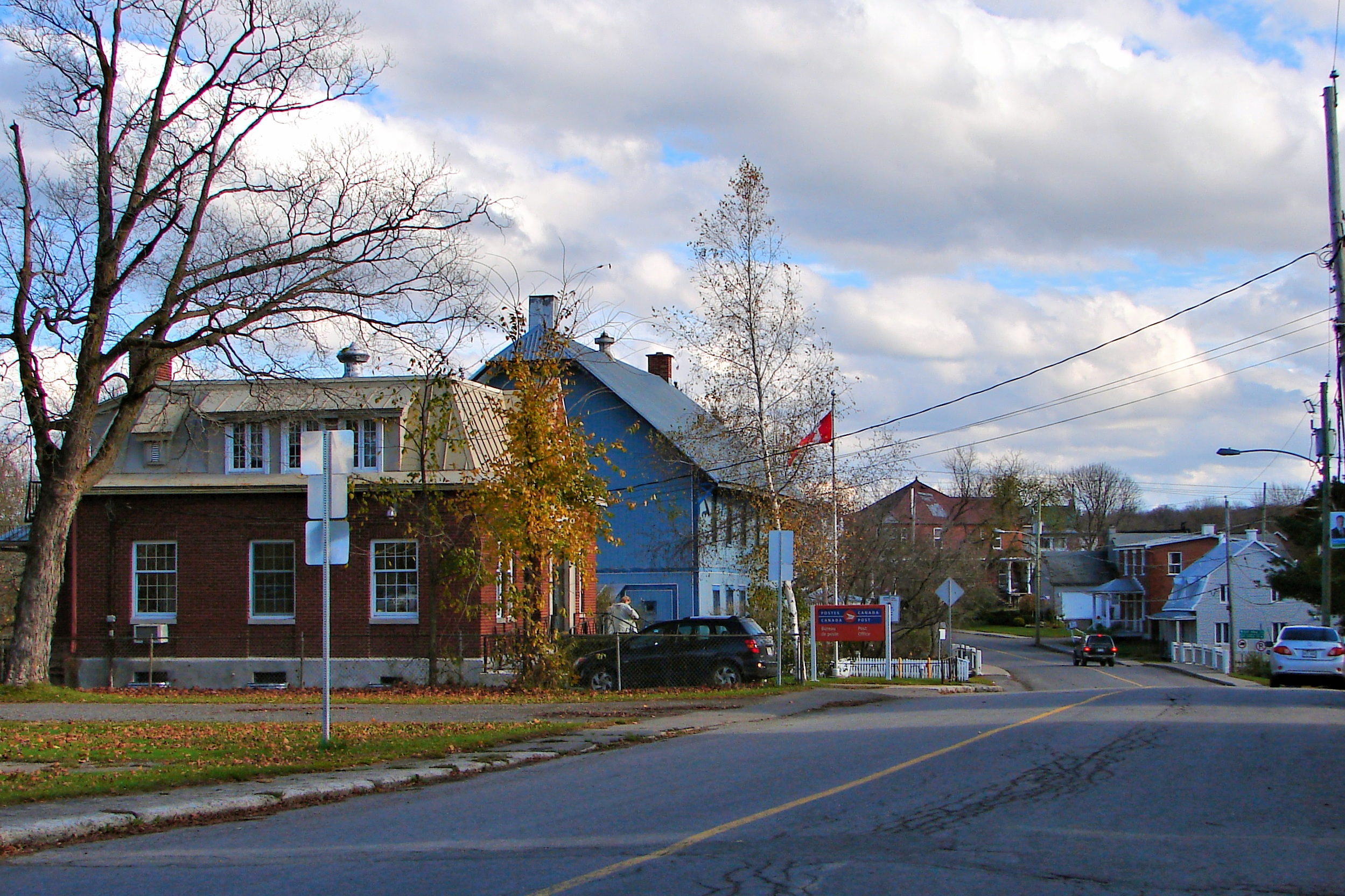
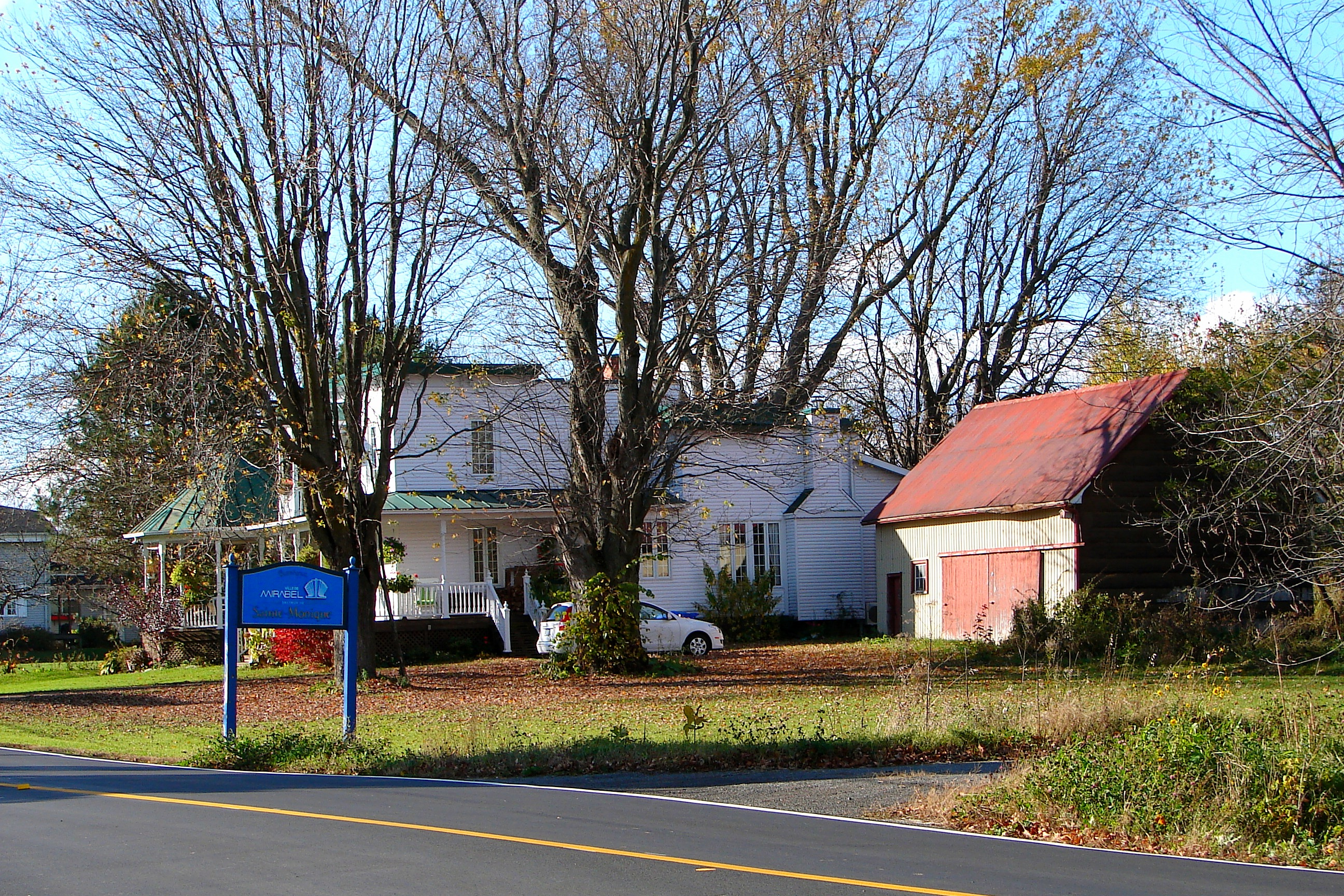

## توأمة
لميرابيل (كيبك) اتفاقيات توأمة مع:
- شالون أن شمباني

## أعلام
- جان بريفوست

## وصلات خارجية
- الأطلس الحكومي لكندا
- إحصاءات كندا مع ساعة تعداد السكان